# Charnabon
Charnabon a fost rege al geților în secolul V î.Hr., care a fost menționat de poetul și dramaturgul Sofocle din Colonos (497 -cca. 405 î.e.n.) în piesa de teatru intitulată Triptolem, unde găsim următoarea frază: Și Charnabon, care în timpurile de față domnește peste geți.